# Karl Trasti
Karl Trasti (* 19. Februar 1917 in Vadsø, Finnmark; † 4. Oktober 1976) war ein norwegischer Ministerialbeamter und Politiker der Arbeiderpartiet, der unter anderem zwischen 1962 und 1964 Minister für Löhne und Preise in der Regierung Gerhardsen III und der Regierung Gerhardsen IV sowie anschließend von 1964 bis 1965 Industrieminister in der vierten Regierung Gerhardsen war.

## Leben
Trasti, Sohn des Steuerbeamten August A. Trasti und von Sigrid Oline Aalmen, begann nach dem Schulbesuch 1937 ein Studium der Rechtswissenschaften, das er 1942 als Candidatus juris (Cand. jur.) abschloss. Nach einer vorübergehenden Tätigkeit als Hilfsrichter (Dommerfullmektig) in Tana und Vadsø wurde er 1943 Sekretär im Finanzministerium und im Anschluss daran von 1945 bis 1948 Richter (Sorenskriver) für Verfahren wegen Landesverrat gegen Kollaborateure mit der  deutschen Besatzungsmacht. Daraufhin kehrte er ins Finanzministerium zurück und war dort bis 1953 Haushaltssekretär und Rechtsberater. Während dieser Zeit absolvierte er Lehrgänge für Finanz- und Haushaltswesen in Schweden, Finnland, Dänemark, der Bundesrepublik Deutschland sowie im Vereinigten Königreich. Daraufhin war er von 1953 bis 1955 Sekretär der Arbeiderpartiet-Fraktion im Storting.
Am 22. Januar 1955 übernahm Trasti sein erstes Regierungsamt und fungierte bis zum 28. Dezember 1956 als Staatssekretär im Finanzministerium. 1957 wurde er Direktor der Zollbehörde (Tolletaten) und bekleidete diese Funktion bis zu seinem Tod 1976.
Bei einer Regierungsumbildung wurde Trasti von Ministerpräsident Einar Gerhardsen am 1. September 1962 als Nachfolger von Gunnar Bøe als Minister für Löhne und Preise (Lønns- og prisminister) in dessen dritte Regierung berufen und bekleidete dieses Ministeramt bis zum Ende von Gerhardsens Amtszeit am 28. August 1963. Nach dem Ende der bürgerlichen Minderheitsregierung von Ministerpräsident John Lyng übernahm er auch in der vierten Regierung Gerhardsen das Amt als Minister für Löhne und Preise vom 25. September 1963 bis zum 20. Januar 1964. Im Zuge einer Regierungsumbildung wurde er am 20. Januar 1964 als Nachfolger von Trygve Lie Industrieminister (Industriminister), während Idar Norstrand sein Nachfolger als Minister für Löhne und Preise wurde. Das Amt des Industrieministers bekleidete er bis zum Ende von Gerhardsens Amtszeit am 12. Oktober 1965. Zugleich gehörte er von 1963 bis 1966 dem Aufsichtsrat der SAS Scandinavian Airlines an.
Trasti wurde mehrfach ausgezeichnet und war unter anderem Kommandeur des schwedischen Nordstern-Ordens, Kommandeur des finnischen Ordens der Weißen Rose sowie Kommandeur des isländischen Falkenordens.